# Kompania graniczna KOP „Kudryńce”

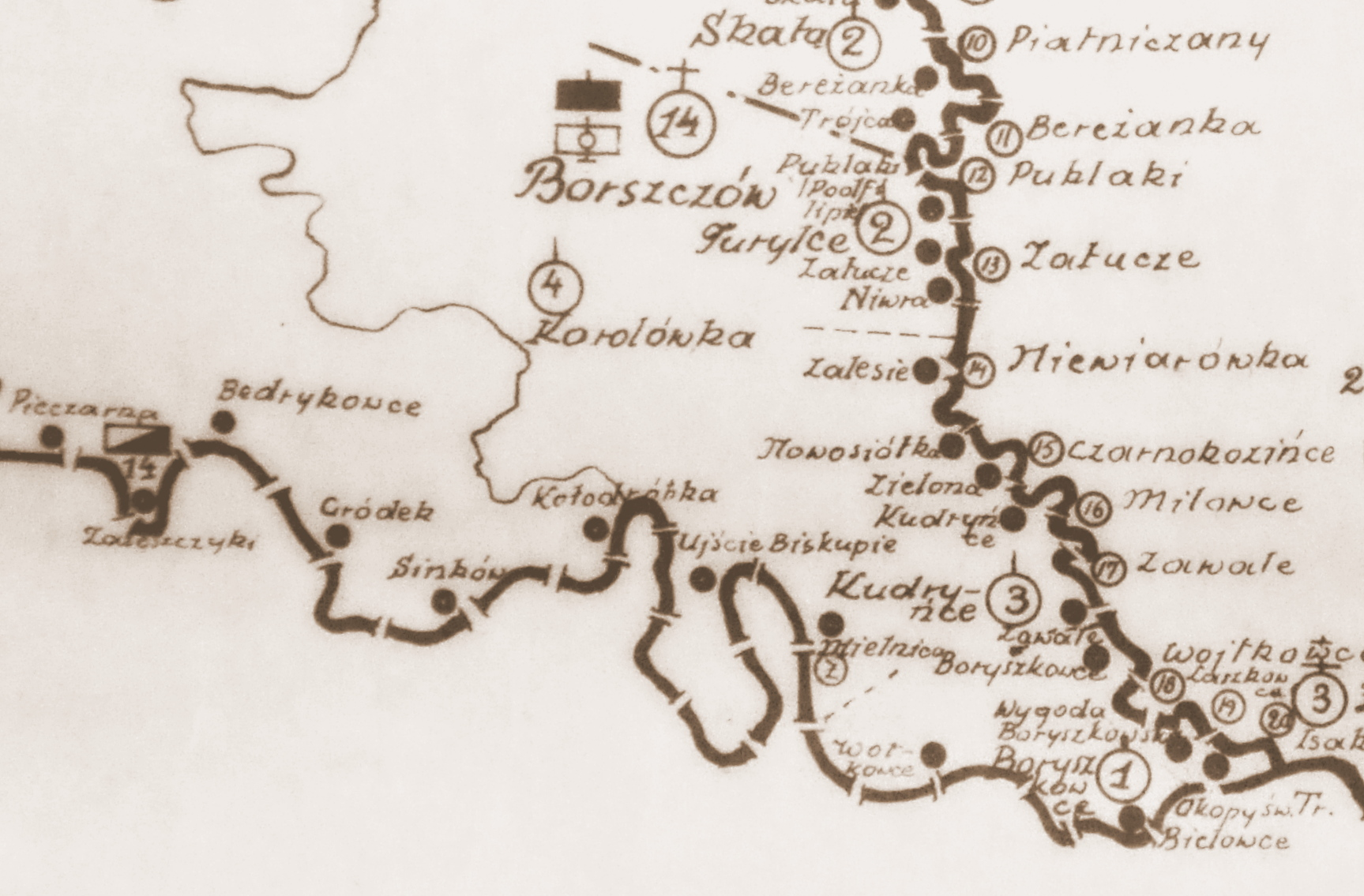
Rozmieszczenie batalionu KOP „Borszczów” w 1931

Kompania graniczna KOP „Kudryńce” – pododdział graniczny Korpusu Ochrony Pogranicza pełniący służbę ochronną na granicy polsko-radzieckiej.

## Formowanie i zmiany organizacyjne
Na podstawie rozkazu Ministra Spraw Wojskowych nr 1600/tjn./O.de B/25, w drugim etapie organizacji Korpusu Ochrony Pogranicza, w terminie do 1 marca 1925 sformowano 14 batalion graniczny , a w jego składzie 3 kompanię graniczną KOP.
W listopadzie 1936 kompania liczyła 2 oficerów, 9 podoficerów, 5 nadterminowych i 96 żołnierzy służby zasadniczej.
W 1939 3 kompania graniczna KOP „Kudryńce” nadal podlegała dowódcy batalionu KOP „Borszczów”.

## Służba graniczna
Podstawową jednostką taktyczną Korpusu Ochrony Pogranicza przeznaczoną do pełnienia służby ochronnej był batalion graniczny. Odcinek batalionu dzielił się na pododcinki kompanii, a te z kolei na pododcinki strażnic, które były „zasadniczymi jednostkami pełniącymi służbę ochronną”, w sile półplutonu. Służba ochronna pełniona była systemem zmiennym, polegającym na stałym patrolowaniu strefy nadgranicznej i tyłowej, wystawianiu posterunków alarmowych, obserwacyjnych i kontrolnych stałych, patrolowaniu i organizowaniu zasadzek w miejscach rozpoznanych jako niebezpieczne, kontrolowaniu dokumentów i zatrzymywaniu osób podejrzanych, a także utrzymywaniu ścisłej łączności między oddziałami i władzami administracyjnymi. Miejscowość, w którym stacjonowała kompania graniczna, posiadała status garnizonu Korpusu Ochrony Pogranicza. Po stronie sowieckiej granicę ochraniały zastawy „Niewiarówka”, „Czarnokozińce”, „Milowce” i „Zawale” z komendantury „Żwaniec” .
Kompanie sąsiednie:
- 2 kompania graniczna KOP „Turylcze” ⇔ 1 kompania graniczna KOP „Boryszkowce” – 1928[6], 1929[7], 1931[5] , 1932[8], 1934[9]
- 2 kompania graniczna KOP „Turylcze” ⇔ 1 kompania graniczna KOP „Mielnica” – 1938[10]

## Działania kompanii we wrześniu 1939
17 września 1939 na batalion KOP „Borszczów” kpt. Krakowskiego, strzegący granicy polsko-radzieckiej i polsko-rumuńskiej uderzyły główne siły 5 Korpusu Kawalerii komdiwa Ganina, 13 Korpusu Strzeleckiego komdiwa Nikołaja Kiriłłowa, część sił 25 Korpusu Pancernego komdiwa Riepina i 23 Oddziału Wojsk Pogranicznych NKWD.
3 kompania graniczna „Kudryńce” w tym dniu przekroczyła granicę z Rumunią.

## Struktura organizacyjna
Strażnice kompanii w latach 1928 – 1929
- strażnica KOP „Zalesie I”
- strażnica KOP „Nowosiółka”
- strażnica KOP „Zielona I”
- strażnica KOP „Kudryńce”
- strażnica KOP „Paniowce”[b]

Strażnice kompanii w latach 1931 – 1934 :
- strażnica KOP „Zalesie I”[d]
- strażnica KOP „Nowosiółka”[e]
- strażnica KOP „Zielona I”[f]
- strażnica KOP „Kudryńce”[g]
- strażnica KOP „Zawale”[h]

Strażnice kompanii w 1938
- strażnica KOP „Zalesie I”
- strażnica KOP „Zielona I”
- strażnica KOP „Kudryńce”
- strażnica KOP „Zawale”

Organizacja kompanii 17 września 1939:
- dowództwo kompanii
- pluton odwodowy
- 1 strażnica KOP „Zalesie I”
- 2 strażnica KOP „Zielona I”
- 3 strażnica KOP „Kudryńce”
- 4 strażnica KOP „Zawale”

## Dowódcy kompanii
- kpt. Jan Curzytek (31 III 1930 - )
- kpt. Mieczysław Stecewicz (12 III 1931[13] )
- kpt. Maciej Wojciechowski[i] (– 1939)
- por. Karol Andruchow (IX 1939)